# Luz Long
Carl Ludwig "Luz" Long (Leipzig, 27 de abril de 1913 - San Pietro Clarenza, 13 de julio de 1943) fue un atleta olímpico alemán, ganador de la medalla de plata en los Juegos de Berlín 1936. Sin embargo, se le recuerda sobre todo por haber aconsejado a su rival Jesse Owens, que acabaría logrando la medalla de oro gracias a la ayuda de Long.
Durante mucho tiempo sirvió en la Wehrmacht durante la Segunda Guerra Mundial, con el rango de Obergefreiter. Durante la invasión aliada de Sicilia, Long murió en acción el 14 de julio de 1943. Fue enterrado en el cementerio de la guerra de Motta Sant'Anastasia, en Sicilia. Le sobrevivieron dos hijos, Kai-Heinrich y Wolfgang. Kai nació el 13 de noviembre de 1941; Wolfgang, el 30 de mayo de 1943, pero murió el 6 de marzo de 1944.
Long y Owens mantuvieron correspondencia después de 1936. En su última carta, Long le pidió que se pusiera en contacto con su hijo y le hablara de su padre y "qué tiempos eran cuando no estábamos separados por la guerra, decirle cómo las cosas pueden ser entre los hombres en esta tierra ". Después de la guerra, Owens viajó a Alemania para encontrar a Kai Long, que se ve con Owens en el documental de 1966 Jesse Owens regresa a Berlín, donde él está en la conversación con Owens en el Estadio Olímpico de Berlín. Owens más tarde sirvió como padrino de Kai Long en su boda.

## Juegos de 1936

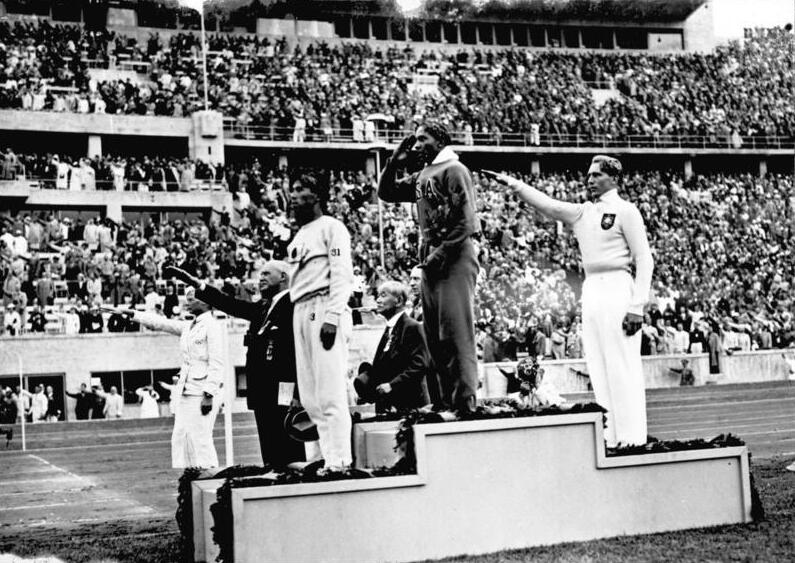
Naoto Tajima, Jesse Owens y Lutz Long, en el podio de salto de longitud en Berlín 1936

El régimen nazi utilizó los Juegos Olímpicos de Berlín como propaganda, intentaba demostrar la superioridad de la raza aria. Para ello, el Tercer Reich tenía grandes esperanzas en sus deportistas, incluyendo a Long, medalla de bronce en el Campeonato Europeo de Atletismo celebrado en Turín dos años antes en salto de longitud, con 7,25 m. Además de ser el segundo mejor del mundo en esta especialidad (sólo superado por Owens), era blanco, rubio, de ojos azules y alto (1,84 m), el ejemplo de atleta ario que habría de imponerse a razas catalogadas como inferiores por Hitler.
La clasificación para la final de esta prueba comenzó el 4 de agosto con un récord olímpico de Long, mientras que Owens, que acababa de ganar la medalla de oro en los 100 m lisos, hizo nulo en sus dos primeros intentos, le quedaba una sola oportunidad para no ser eliminado. A pesar de ser su rival, Long se acercó a Owens y le aconsejó que calculase el salto desde varios centímetros antes de la tabla de batida, evitando así realizar un tercer nulo que le hubiese valido la eliminación, dado que él solía saltar bastante más de los 7,15 m requeridos para avanzar. Logró que Owens le hiciera caso, por lo que no arriesgó tanto como en sus dos primeros intentos y se clasificó sin problemas.
En la final, celebrada al día siguiente, Long hizo una marca personal de 7,87 m, superado por los 8,06 m de Owens, que batía así el récord olímpico y se llevaba la medalla de oro. Lutz Long fue el primero en felicitar al campeón y posó junto a él para los fotógrafos. El podio fue completado por el japonés Naoto Tajima.
Dos días después, el alemán acababa décimo en la prueba de triple salto, con 14,62 m.

## Retirada y muerte
Terminados los Juegos, Long siguió compitiendo, fue tercero en los Europeos de Atletismo celebrados en París dos años más tarde, con una marca de 7,56 m.
Tras su retirada, trabajó como abogado. Cuando estalló la Segunda Guerra Mundial, combatió  en la división Hermann Göring de la Luftwaffe con el grado de obergefreiter. Herido en combate durante la invasión aliada de Sicilia, murió el 13 de julio de 1943 en un hospital británico.
Owens y Long mantuvieron el contacto hasta la muerte del germano. Una vez terminada la guerra, Owens viajó a Alemania para conocer a la familia de su amigo. El estadounidense diría de él:

"Se podrían fundir todas las medallas y copas que gané, y no valdrían nada frente a la amistad de 24 quilates que hice con Luz Long en aquel momento."

En su homenaje, se puso su nombre a una calle cerca del estadio de su ciudad natal, y a otra cercana al Estadio Olímpico de Múnich.

## Palmarés
- Juegos Olímpicos:
  - Plata: salto de longitud en Berlín, 1936.
- Campeonato Europeo de Atletismo:
  - Bronce: salto de longitud en Turín, 1934.
  - Bronce: salto de longitud en París, 1938.